# Chaetogonopteron nanlingense
Chaetogonopteron nanlingense är en tvåvingeart som beskrevs av Zhang, Yang och Patrick Grootaert 2003. Chaetogonopteron nanlingense ingår i släktet Chaetogonopteron och familjen styltflugor. Inga underarter finns listade i Catalogue of Life.